# Monkey Wrench
Monkey Wrench is een nummer van de Amerikaanse hardrockband Foo Fighters. Het nummer werd uitgebracht als leadsingle van het tweede studioalbum The Colour and the Shape. Het nummer werd commercieel slecht ontvangen, met de Britse UK Singles Chart als uitzondering waar het de twaalfde positie bereikte. Daarnaast bereikte het negende positie in de Amerikaanse Billboard) Hot Modern Rock Tracks en de Billboard Hot Mainstream Rock Tracks.

## Videoclip
De videoclip is geregisseerd door Dave Grohl, de frontman van de groep. Het is het videoclipdebuut van drummer Taylor Hawkins. Grohl arriveert in de clip bij zijn appartement met boodschappen in de hand terwijl op de achtergrond Big Me te horen is in een liftmuziekversie. Als hij zijn appartement probeert binnen te lopen, wordt hij bij de deur tegengehouden. Vervolgens is te zien dat een dubbelganger van Grohl samen met de Foo Fighters het nummer speelt. De rest van de bandleden (op gitarist Pat Smear na) lopen uit hun appartementen en gaan bij Grohl staan als hij door het kijkgat de band ziet spelen. Smear volgt de band niet lang nadat zij zich bij Grohl hebben toegevoegd. Samen proberen zij de deur te forceren en Zoals de dubbelganger band blijft met het nummer Dave en zijn bandleden proberen hun weg kracht in het appartement van Grohl. Als de tekst "Temper" driemaal is te horen, daagt de dubbelganger Grohl uit en houdt de deur tegen. Als de deur eindelijk wordt geopend, zijn de muzikanten vertrokken en de groep pakt hun instrumenten op en eindigen het nummer. In de hal staat nu opnieuw een groep bandleden, die zich in eenzelfde situatie als daarvoor bevinden, waardoor er sprake is van een herhalende situatie.

## Verschijningen in popcultuur
Het nummer is bespeelbaar in het videospel Guitar Hero II en is met de rest van het album beschikbaar als download voor de Rock Band-serie, op Everlong Na. Dit nummer was bespeelbaar in Rock Band II. Monkey Wrench is ook beschikbaar als mash-up met het nummer Sabotage van de Beastie Boys in DJ Hero.

## Tracklist

### Cd-single / 7"-single
1. "Monkey Wrench" — 03:54
2. "The Colour and the Shape" — 03:26

### Cd-single
1. "Monkey Wrench" — 03:54
2. "Up in Arms" — 03:11
3. "The Colour and the Shape" — 03:26

## Medewerkers
Foo Fighters
- Dave Grohl: vocalist, ritmisch gitarist
- Taylor Hawkins: drummer
- Pat Smear: leadgitarist
- Nate Mendel: basgitarist

Overig
- Mastering: Bob Ludwig
- Mixer: Chris Sheldon
- Producer: Gil Norton
- Opname: Bradley Cook
- Engineer: Jason Mauza
- Engineer (opnameassistent): Don Farwell, Ryan Boesch, Ryan Hadlock, Todd Burke
- Fotografie: Jerry Slocum